# HD 98618
HD 98618은 지구에서 126광년 떨어져 있는 G형 주계열성이다. 이 항성은 조성과 크기 등이 태양과 거의 흡사하기 때문에 쌍둥이 태양의 후보로 여겨졌었다. 그러나 또다른 쌍둥이 태양인 전갈자리 18처럼 HD 98618은 태양([Li/H] = +0.45 ± 0.08)보다 리튬의 함량이 훨씬 더 큰 것으로 밝혀졌다. 2007년 멜렌데즈와 라미레즈는 논문을 통하여 HD 98618은 '엇비슷한' 쌍둥이 태양이라고 밝혔으며, 그 이유로 HIP 56948이 태양과 리튬 함량에 있어 거의 비슷함(오차한계는 관측오류 범위 이내)을 알게 되었기 때문이라고 했다.

## 참고 문헌
1. ↑  Meléndez, J., & Dodds-Eden, K., & Robles, J. A. (2006). “HD 98618: A Star Closely Resembling Our Sun”. 《The Astrophysical Journal》 641 (2): L133–L136. doi:10.1086/503898. |id=에 지움 문자가 있음(위치 51) (도움말)
2. ↑  Meléndez, J., & Ramírez, I. (2007). “HIP 56948: A Solar Twin with a Low Lithium Abundance”. 《The Astrophysical Journal》 669 (2): L89–L92. doi:10.1086/523942. |id=에 지움 문자가 있음(위치 51) (도움말)

## 읽어 보기
- 쌍둥이 태양
- 전갈자리 18